# Франц Албрехт фон Йотинген-Шпилберг
Франц Албрехт фон Йотинген-Шпилберг (на немски: Franz Albrecht von Oettingen-Spielberg; * 10 ноември 1663 в Йотинген; † 3 февруари 1737 в Йотинген, Бавария) е граф на Йотинген-Шпилберг (близо до Гунценхаузен в Средна Франкония), Бавария (1685 – 1734/1663 – 1737), 1. княз на Йотинген-Шпилберг от 1734 до1737 г.
Той е малък син на граф Йохан Албрехт фон Йотинген-Шпилберг (1631 – 1665) и съпругата му графиня Лудовика Розалия Анна Хенрика фон Атемс-Танценберг (1630 – 1709).
През 1731 г. линията Йотинген-Шпилберг получава една трета от собственостите на измрялата линия Йотинген-Йотинген с дворец Йотинген. Франц Албрехт фон Йотинген-Шпилберг е издигнат на имперски княз през 1734 г.
Франц Албрехт фон Йотинген-Шпилберг умира на 3 февруари 1737 г. в Йотинген на 73 години и е погребан там в църквата Св. Себастиан.

## Фамилия
Франц Албрехт фон Йотинген-Шпилберг се жени на 26 юни 1689 г. в Йотинген за фрайин Йохана Маргарета фон Швенди (* 27 юни 1672; † 25 април 1727 в Йотинген), наследничка на Швенди и Ахщетен, дъщеря на фрайхер Франц Игнац цу Швенди (1628 – 1686) и Мария Маргарета Фугер цу Гльот (1650 – 1719). Те имат 14 деца:
- Мария Анна Катарина (21 септември 1693 – 15 април 1729), омъжена на 3 август 1716 г. във Виена за княз Йозеф I фон Лихтенщайн (27 май 1690 – 17 декември 1732)
- Мария Йозефа Терезия (19 септември 1694 – 20 август 1738), омъжена на 28 май 1714 г. в Йотинген за княз Херман Фридрих фон Хоенцолерн-Хехинген (11 януари 1665 – 23 януари 1733)
- Йозеф Франц Ксавер (12 септември 1695 – 13 февруари 1718)
- Франц Антон (31 май 1697 – 10 януари 1708)
- Мария Цецилия Франциска (27 октомври 1698 – май 1746), омъжена на 20 май 1724 г. за граф Йохан Антон Прусковски з Прускова
- Мария Фридерика Розалия Каролина (27 ноември 1699 – 15 януари 1759), омъжена на 29 януари 1720 г. за граф Карл Зайфрид фон Кьонигсег-Аулендорф (8 май 1695 – 30 октомври 1765)
- Мария (8 февруари 1701 – 9 февруари 1701)
- Мария Маргарета Йохана (8 февруари 1702 – 1723)
- Мария Франциска Луиза (21 май 1703 – 29 ноември 1737), омъжена на 20 май 1722 г. в Йотинген за княз Йозеф Фридрих Ернст фон Хоенцолерн-Зигмаринген (24 май 1702 – 8 декември 1769)
- Мария Вилхелмина (9 юни 1704 – 4 ноември 1706)
- Йохан Игнац Алойс (16 октомври 1705 – 22 октомври 1706)
- Йохан Алойз I Себастиан Игнац Филип (18 януари 1707 – 16 февруари 1780), 2. княз на Йотинген-Йотинген и Йотинген-Шпилберг, женен на 23 май 1735 г. във Ватцдорф при Рорбах за херцогиня Тереза Мария Анна фон Холщайн-Зондербург (19 декември 1713 – 14 юли 1745)
- Антон Ернст Йозеф Игнац (12 февруари 1712 – 23 май 1768), 3. княз на Йотинген-Йотинген и Йотинген-Шпилберг, господар на Швенди-Ахщетен, женен на 5 май 1754 г. в Мюнхен за графиня за Мария Терезия Валпурга фон Валдбург (27 май 1735 – 23 декември 1789)
- Мария Гертруд Фридрика Тереза (17 април 1714 в Йотинген – 30 ноември 1771 във Виена), омъжена на 3 август 1734 г. във Виена за граф Йозеф Каспар фон Вилкцек (22 юли 1700 в Кьонигсберг – 1 март 1777 във Виена)